# هاري جي. روبنسون الثالث
هاري جي. روبنسون الثالث (بالإنجليزية: Harry G. Robinson III)‏ هو مهندس معماري أمريكي، ولد في 18 يناير 1942 في واشنطن العاصمة في الولايات المتحدة.